# Willard (Ohio)
Willard – miasto w Stanach Zjednoczonych, w północnej części stanu Ohio. 
Liczba mieszkańców w 2000 roku wynosiła 6883.